# دولت پنجم محمدعلی فروغی
دولت پنجم محمدعلی فروغی یکی از دولت‌های دوران پادشاهی مشروطه در دورهٔ پهلوی است که از شهریور تا آذر ۱۳۲۰ فعالیت کرد. رئیس این دولت، محمدعلی فروغی بود.
پس از استعفای محمدعلی فروغی، نمایندگان مجلس در ۲۷ شهریور ۱۳۲۰ به ادامه زمامداری وی ابراز تمایل کردند. در پی آن، فرمان نخست‌وزیری فروغی توسط شاه صادر شد. پس از آن، هیئت وزیران روز ۳۰ شهریور به مجلس شورای ملی معرفی شد.
این دولت روز ۸ آذر ۱۳۲۰ مستعفی شد.

## هیئت دولت
| نخست‌وزیر                 |  | محمدعلی فروغی     | ۲۷ شهریور ۱۳۲۰ | ۸ آذر ۱۳۲۰   | مستقل | [ ۲ ]       |
| وزیران                   |  |                   |                |              |       |             |
| وزیر امور خارجه          |  | علی سهیلی         | ۳۰ شهریور ۱۳۲۰ | ۸ آذر ۱۳۲۰   | مستقل | [ ۵ ]       |
| وزیر بازرگانی و اقتصاد   |  | عباسقلی گلشائیان  | ۳۰ شهریور ۱۳۲۰ | ۸ آذر ۱۳۲۰   | مستقل | [ ۵ ]       |
| وزیر بهداری              |  | اسماعیل مرآت      | ۳۰ شهریور ۱۳۲۰ | ۲۱ آبان ۱۳۲۰ | مستقل | [ ۵ ] [ ۶ ] |
| وزیر پست و تلگراف و تلفن |  | حمید سیاح         | ۳۰ شهریور ۱۳۲۰ | ۸ آذر ۱۳۲۰   | مستقل | [ ۵ ]       |
| وزیر پیشه و هنر          |  | علی‌اصغر حکمت      | ۳۰ شهریور ۱۳۲۰ | ۸ آذر ۱۳۲۰   | مستقل | [ ۵ ]       |
| وزیر جنگ                 |  | احمد نخجوان       | ۳۰ شهریور ۱۳۲۰ | ۸ آذر ۱۳۲۰   | نظامی | [ ۵ ]       |
| وزیر دادگستری            |  | مجید آهی          | ۳۰ شهریور ۱۳۲۰ | ۸ آذر ۱۳۲۰   | مستقل | [ ۵ ]       |
| وزیر دارایی              |  | حسن مشرف نفیسی    | ۳۰ شهریور ۱۳۲۰ | ۸ آذر ۱۳۲۰   | مستقل | [ ۵ ]       |
| وزیر راه                 |  | سید محمد سجادی    | ۳۰ شهریور ۱۳۲۰ | ۸ آذر ۱۳۲۰   | مستقل | [ ۵ ]       |
| وزیر فرهنگ               |  | عیسی صدیق         | ۳۰ شهریور ۱۳۲۰ | ۸ آذر ۱۳۲۰   | مستقل | [ ۵ ]       |
| وزیر کشاورزی             |  | علی‌اکبر حکیمی     | ۳۰ شهریور ۱۳۲۰ | ۸ آذر ۱۳۲۰   | مستقل | [ ۵ ]       |
| وزیر کشور                |  | امان‌الله جهانبانی | ۳۰ شهریور ۱۳۲۰ | ۸ آذر ۱۳۲۰   | نظامی | [ ۵ ]       |